# Гурджистанский вилайет
Гурджистанский вилайет (груз. Gürcistan Vilayeti) — административная единица первого уровня (вилайет) Османской империи,  охватывающим территории, которые ранее входили в состав Грузинского царства. Вилайет Гурджистан был образован в XVI веке. Эти земли, широко известные как Месхетия в раннем средневековье, включали в себя часть области Тао-Кларджети, которая в настоящее время находится в пределах Турции.

## История

При распаде единого Грузинского царства Самцхе-Саатабаго (или Месхетия) превратился в независимое государство, а когда эти земли попали в руки Османской империи, назывался «Гурджистанским вилайетом».

В период распада единого Грузинского царства Месхетия оказались под властью Самцхе-Саатабаго (1268-1625), ставшего независимым государством. В XVI веке Османская империя постепенно захватила земли Самцхе-Саатабаго и провела перепись населения этих земель под именем Гурджистанский вилайет. Первая перепись, проведенная в 1574 году, называлась «Пространный реестр Гюрджистанского вилайета». Вторая перепись была проведена примерно через двадцать лет, в 1595 году. Это была перепись не всего населения, а лишь ответственных за налоги глав семей, чьи фамилии, как правило, не указывали. Согласно С. Джикия, этот материал приобретает большое значение не только с точки зрения изучения ономастики, но и с точки зрения установления национального состава населения края того времени, которое являлось сплошь грузинским. Согласно А. Пикоку, литературные свидетельства XVIII века предполагают, что этнически грузинские правители — потомки грузинской семьи Джакели, которые имели влияние в этом регионе с XII века, — говорили на турецком языке, приняли османские обычаи и давно перешли в ислам, но основная часть населения оставалась христианами и говорила на грузинском, практически не изменив свой образ жизни за 300 лет османского владычества.
В период османского владычества грузинские феодалы стояли перед выбором: либо принять ислам и стать служителями турок, сохранив тем самым свои владения, так как владельцем земли мог быть только наёмный всадник и мусульманин, либо отказаться от своих земель и уехать из страны. Турки преследовали и угнетали грузинскую церковь, отбирали ее владения и передавали их мусульманским священникам. Большую часть церквей превратили в мечети. На оставшееся христианское население налагались дополнительные налоги и другие меры угнетения. Для угнетения и ускорения процесса ассимиляции правительство султана поселяло в этих землях турецкие и другие племена, такие как курды.
Местное население, занимающееся земледелием, столкнулось с тяжёлыми налогами, национальным и религиозным угнетением. Крестьяне не могли справиться с этими тяжёлыми условиями и массово бежали со своих земель. В конце XVI века в Самцхе-Саатабаго насчитывалось около 300 совершенно опустевших деревень; в некоторых деревнях оставалось не более десятка хижин. Только во второй четверти ХѴII века, после полуторавековой борьбы, османам удалось покорить эту область. В 1628 году территория Самцхе-Саатабаго была превращена в Ахалцихский пашалык.

## Административное устройство
В этой области вводились османские порядки землевладения. Соответственно было реорганизовано и управление страной. По переписи 1595 года, Гурджистанский вилайет был разделен на восемь «санджаков» или округов: 
1. Ахалцих (осман. اخسخه‎)
2. Хертвис (осман. خرتوس‎)
3. Ахалкалак (осман. اخلكلك‎)
4. Чылдыр (осман. چلدر‎)
5. Поцхев (осман. پوسخو‎)
6. Бедре (осман. بدره‎)
7. Пенек (осман. پنك‎)
8. Ардахан-и-Бюзюрг (осман. اردهان بزرك‎)